# Cochlidium seminudum
Cochlidium seminudum är en stensöteväxtart som först beskrevs av Carl Ludwig Willdenow, och fick sitt nu gällande namn av William Ralph Maxon. Cochlidium seminudum ingår i släktet Cochlidium och familjen Polypodiaceae. Inga underarter finns listade.